# Werner Broll

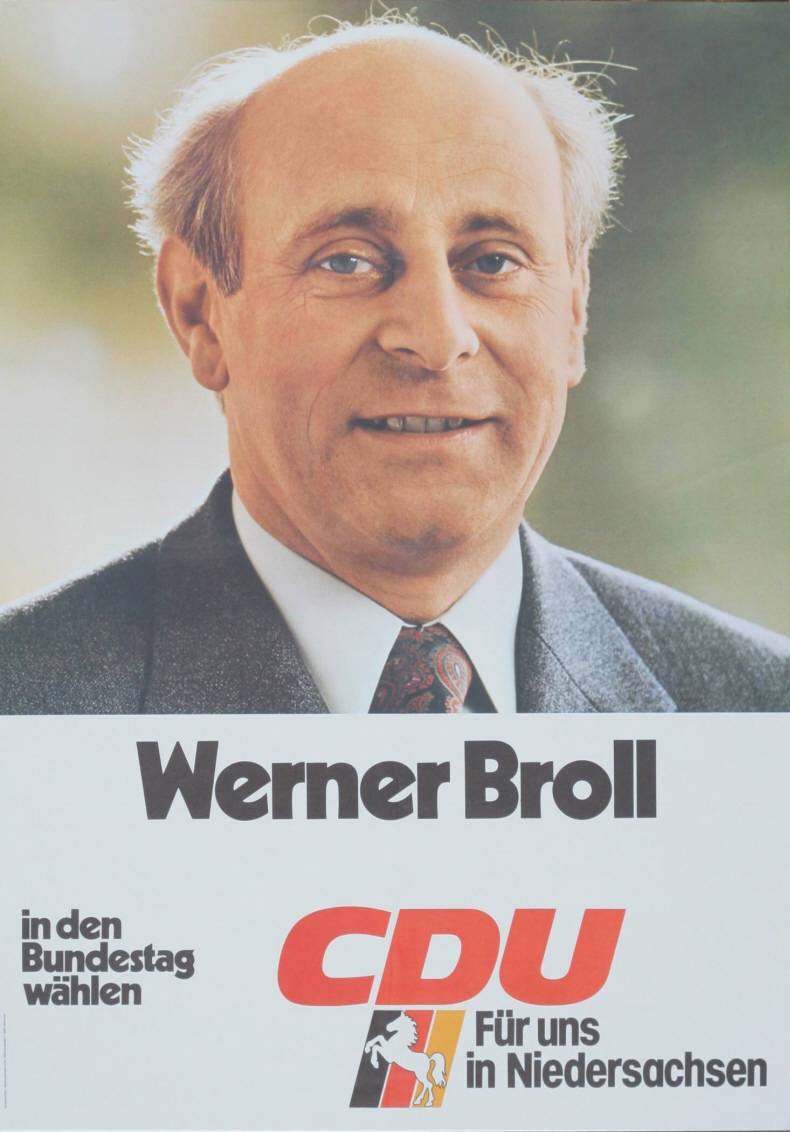
Kandidatenplakat Werner Brolls zur Bundestagswahl 1980

Werner Broll (* 22. Mai 1932 in Hannover) ist ein deutscher Politiker der CDU.
Broll absolvierte ein Studium der Geschichte und der Germanistik in München und Münster, welches er 1956 mit dem Ersten und 1958 mit dem Zweiten Staatsexamen abschloss. Danach arbeitete er als Gymnasiallehrer im Schuldienst, zuletzt als Oberstudienrat. Von 1968 bis 1977 war Broll Mitglied des Rates der Stadt Oldenburg und von 1970 bis 1987 Vorsitzender des Kreisverbandes der CDU. Er war außerdem Vorstandsmitglied im CDU-Landesverband. Von 1976 bis 1987 war Broll dann Mitglied des Deutschen Bundestages. Dabei wurde er stets über die Landesliste in Niedersachsen gewählt. Im Bundestag war er von 1982 bis 1984 stellvertretender Vorsitzender im Ausschuss für Wahlprüfung, Immunität und Geschäftsordnung. Danach arbeitete er von 1987 bis 1989 im Bundesministerium des Innern und war 1989 bis 1997 Direktor des Bundesinstitutes für ostdeutsche Kultur und Geschichte.